# Minoru Kizawa
Minoru Kizawa (japanska: 鬼沢 稔?, Kizawa Minoru) född 1947, är en japansk astronom.
Han var verksam vid Nihondaira-observatoriet i Shizuoka.
Minor Planet Center listar honom som M. Kizawa och som upptäckare av 12 asteroider. Alla utom en tillsammans med andra astronomer.

## Asteroider upptäckta av Minoru Kizawa
| 4094 Aoshima [B]                                                            | 26 augusti 1987  |
| 4507 Petercollins [C]                                                       | 19 mars 1990     |
| 5292 Mackwell [C]                                                           | 12 januari 1991  |
| 5513 Yukio [A][B]                                                           | 27 november 1988 |
| (6178) 1986 DA                                                              | 16 februari 1986 |
| (6393) 1990 HM1 [C]                                                         | 29 april 1990    |
| (6785) 1990 VA7 [C]                                                         | 12 november 1990 |
| (7338) 1990 VJ3 [C]                                                         | 12 november 1990 |
| (7574) 1989 WO1 [A][B]                                                      | 20 november 1989 |
| (9765) 1991 XZ [C]                                                          | 14 december 1991 |
| (17464) 1990 VX1 [C]                                                        | 11 november 1990 |
| (19171) 1991 FS [C]                                                         | 17 mars 1991     |
| Upptäckt tillsammans med: A Takeshi Urata B Watari Kakei C Hitoshi Shiozawa |                  |